# Zeitkugel
Zeitkugel ist eine deutsche Heftroman-Serie, die im Wolfgang Marken Verlag in Köln erschienen ist.
Insgesamt erschienen zwischen 1974 und 1978 neunzig Bände dieser Zeitreise-Serie, bevor sie unter dem Namen ERDE 2000 fortgeführt wurde.

## Handlung
In dieser Serie wird der Wissenschaftler Professor Robert Lintberg, der die Zeitkugel, eine Zeitmaschine, erfunden hat, mit seinen beiden Assistenten Frank Forster und Ben Hammer zu Expeditionen in die Zukunft und in die Vergangenheit geschickt.
Als Auftraggeber fungieren die Mitglieder des reichen Londoner „Club der Sieben“, über den die Finanzierung des Zeitkugel-Projektes gelaufen ist.
Die Zeitkugel ist eine runde, aluminiumfarbene Zeitmaschine, mit deren Hilfe die drei Zeitreisenden in die Zukunft oder Vergangenheit versetzt werden.
Dort haben sie für den „Club der Sieben“ Aufträge zu erfüllen, meist um historische Ereignisse zu überprüfen und davon zu berichten. Das Zeitreise-Team springt mit Hilfe der Zeitkugel nach Troja, zu Caesar und Kleopatra, Alexander dem Großen, Moses usw.
Neben einer Defensiv-Bewaffnung wie Lichtkanone und Paralyzer führen sie einen Radartimer, eine Art Minicomputer mit Funkeinrichtung, und einen Translator mit. Mitnahme von Personen und Sachen aus der jeweiligen Zeitepoche sind nicht möglich, dies gilt auch für Aufzeichnungen aller Art.

## Allgemeines
Bis Band 23 wechselten sich Vergangenheits- und Zukunftsabenteuer ab. Nach einer Leserbefragung wurden nur noch Reisen in die Vergangenheit unternommen.
Die Serie erschien 14-täglich. Ab Band 18 wurde die Leserkontaktseite „Zeitkugel-Post“ eingerichtet. In der Serie erschienen nur abgeschlossene Einzelromane.
Nach  Erscheinen von Band 90 wurde vom Wolfgang Marken Verlag die Serie eingestellt, da sich nach Informationen des Verlages die Leser vermehrt Reisen in die Zukunft wünschten. Die Heftromanserie wurde in ERDE 2000 und dem Untertitel „Mit der Zeitkugel in die Zukunft“ umbenannt und erschien von 1978 bis 1979 ebenfalls im Wolfgang Marken Verlag.

## Autoren
Insgesamt schrieben 12 Autoren an der Serie mit.
P. Bartels, Richard Wunderer, Peter Steinhofer, F. Laredo, M. R. Heinze, P. Eisenhuth, Mark Feldmann, Kurt Brand, G. Berger, Gerhard Merz, J. Wende, Otto Birner.
P. Eisenhuth (Pseudonym von Horst Hübner), der seinen Einstand mit Band 10 hatte, wurde nicht nur Redakteur, sondern auch Stammautor der Serie. Er verfasste insgesamt 45 Romane.
Die Titelbilder wurden alle von Alfred Dudda gezeichnet.

## Kritik
Durch die Vielzahl der Autoren und mangelndes Lektorat waren die Romane von sehr unterschiedlicher Güte. Im Laufe der Serie steigerte sich die Qualität der Romane, nachdem Horst Hübner Redakteur und Hauptautor der Heftromanserie wurde. Bemerkenswert für das Genre ist, dass die meisten Autoren den jeweiligen historischen Hintergrund der Zeitreise ordentlich recherchierten und interessante alternative historische Szenarien schufen.

## Romanliste
| 1. P. Bartels / Der Stern der Amazonen 2. Richard Wunderer / Morgen wird Pompeji sterben 3. P. Bartels / Das Land der schönen Ungeheuer 4. Richard Wunderer / Katakomben der Angst 5. Peter Steinhofer / Der Herr der kalten Hölle 6. F. Laredo / Das Tal der Saurier 7. Peter Steinhofer / Das Duell der Giganten 8. Richard Wunderer / Nächte der Angst 9. M. R. Heinze / Die Revolte der Roboter 10. P. Eisenhuth / Fehlsprung nach Atlantis 11. P. Eisenhuth / Die gläsernen Menschen von Noo 12. M. R. Heinze / Unternehmen Alexander 13. Mark Feldmann / Planet der Monster 14. M. R. Heinze / Türme des Todes 15. Kurt Brand / Die Planetenmörder 16. P. Eisenhuth / Das Grabmal der Lebenden 17. P. Eisenhuth / Die Wächter des Unsichtbaren 18. M. R. Heinze / Der Blutsauger des Satans 19. Peter Steinhofer / Blutmarsch der Uranier 20. Mark Feldmann / Verschleppt in die Ewigkeit 21. Kurt Brand / Die Planeten-Diebe kommen 22. Richard Wunderer / Der Schüler des Teufels 23. P. Eisenhuth / Ein Mann aus der Zukunft 24. Kurt Brand / Babylon soll brennen 25. Mark Feldmann / Der sechste Kontinent 26. P. Eisenhuth / Im Lande der goldenen Menschen 27. M. R. Heinze / Der Tod lädt ein ins Reich der Mitte 28. M. R. Heinze / Das Petersburger Attentat 29. M. R. Heinze / Die grauen Riesen aus Karthago 30. Mark Feldmann / Invasion der Drachen 31. P. Eisenhuth / Unternehmen Rheingold 32. M. R. Heinze / Der teuflische Heilige 33. P. Eisenhuth / ...und Troja starb im Flammenmeer 34. G. Berger / Das Schafott wirft rote Schatten 35. P. Eisenhuth / Das Grabmal der Kleopatra 36. P. Eisenhuth / Ein Schiff fährt in die Ewigkeit 37. P. Eisenhuth / Ein Toter reitet in den Krieg 38. P. Eisenhuth / Die Nacht der brennenden See 39. P. Eisenhuth / Regen des Todes 40. P. Eisenhuth / Der rote Bogenschütze 41. Kurt Brand / Als die großen Wasser kamen 42. Kurt Brand / Die Jungfrau im Feuer 43. Gerhard Merz / Der Alchimist des Königs 44. J. Wende / Er säte den Flammentod 45. P. Eisenhuth / Der Ritter mit der Eisenfaust 46. Gerhard Merz / ...bis zum Ende der Welt 47. G. Berger / Die Armee im Feuerofen 48. P. Eisenhuth / Der Todeshauch des Pharao 49. P. Eisenhuth / Die Aller sah sie sterben 50. P. Eisenhuth / Die Stunde der fallenden Sterne 51. P. Eisenhuth / Der Götze von Saba 52. Gerhard Merz / Blaubarts Geheimnis 53. Kurt Brand / Die Bastion der Kupfermänner 54. P. Eisenhuth / Gestrandet im Mammutland 55. P. Eisenhuth / Mord im Schauspielhaus 56. P. Eisenhuth / Wie das Gesetz es befahl 57. Gerhard Merz / 13 an einem Tisch 58. P. Eisenhuth / Auch du, Brutus 59. P. Eisenhuth / Der Todesring der Borgia 60. P. Eisenhuth / Die Horden des Königs 61. P. Eisenhuth / Er wollte ein Vogel sein 62. Kurt Brand / Das Blutbad der Gräfin 63. P. Eisenhuth / Der Weise aus dem Morgenland 64. Gerhard Merz / In Wien darf nicht der Halbmond wehn 65. P. Eisenhuth / Die Gasse im Meer 66. Gerhard Merz / Ein Riese namens Rübezahl 67. P. Eisenhuth / Die Flucht aus der bleiernen Kammer 68. Otto Birner / Der Flötenspieler von Hameln 69. Otto Birner / Aufstand der Gladiatoren 70. P. Eisenhuth / Die Mauer des Gelben Drachen 71. P. Eisenhuth / Ein Volk soll aufs Schafott 72. P. Eisenhuth / Die Schlange auf dem Thron 73. P. Eisenhuth / Der Mann mit der schwarzen Maske 74. P. Eisenhuth / Der Herrscher mit den 1000 Frauen 75. Otto Birner / Ein Prinz kam aus dem Nichts 76. P. Eisenhuth / Die Nächte der Kaiserin 77. Otto Birner / Das Attentat von Küssnacht 78. P. Eisenhuth / Das Monster aus der Judengasse 79. P. Eisenhuth / Die Nacht des goldenen Gottes 80. P. Eisenhuth / Die Schlacht der letzten Hoffnung 81. P. Eisenhuth / Die Stafette der gellenden Hörner 82. Otto Birner / Das Grab in der Donau 83. Gerhard Merz / Der Ring des Polykrates 84. P. Eisenhuth / Sie nannten ihn Faust 85. Otto Birner / Der Schwarze Tod 86. P. Eisenhuth / Unternehmen Feuermeer 87. P. Eisenhuth / Der Herr der kristallenen Grotte 88. P. Eisenhuth / Das lange Leben des Methusalem 89. P. Eisenhuth / Die Posaunen von Jericho 90. P. Eisenhuth / Der Held von Ithaka |

## Neuauflage
Von 2005 bis 2013 erschien eine Neuauflage der ZEITKUGEL im Mohlberg-Verlag. Hier wurden zwei thematisch verwandte Romane überarbeitet und zu einem Doppelband zusammengefasst. Bei der Neuauflage wurden nur Vergangenheitsabenteuer berücksichtigt.
Mit Band 1 „Mordfall Tutanchamun“, Band 7 "Das Geheimnis der Cheops-Pyramide" und Band 12 bis 14, der Varus-Trilogie, alle von Udo Mörsch sowie Band 4 „Das Moses-Rätsel“ und Band 8 "Der Golem", beide von Jörg Bielefeld, wurden neue Romane veröffentlicht. Mit Band 14 wurde die Serie eingestellt.

## Romanliste Neuauflage
1. Udo Mörsch + P. Eisenhuth / Mordfall Tutanchamun (neuer Roman und Ex-ZK 48)
2. M.R. Heinze / Unternehmen Alexander und Hannibal (Ex-ZK 12 und 29)
3. P. Eisenhuth + Kurt Brand / Auf den Spuren von Atlantis (Ex-ZK 10 und 53)
4. Jörg Bielefeld + P. Eisenhuth / Das Moses-Rätsel (neuer Roman und Ex-ZK 65)
5. P. Eisenhuth / Das Grabmal der Kleopatra (Ex-ZK 35 und 86)
6. P. Eisenhuth + M. R. Heinze / Im Reich des Gelben Drachen (Ex-ZK 70 und 27)
7. Udo Mörsch + P. Eisenhuth / Das Geheimnis der Cheops-Pyramide (neuer Roman und Ex-ZK 16)
8. Jörg Bielefeld + P. Eisenhuth / Der Golem (neuer Roman und Ex-ZK 78)
9. P. Eisenhuth + Udo Mörsch / Die spanische Armada (Ex-ZK 36 und 38)
10. P. Eisenhuth / Die Königin von Saba (Ex-51 und 74)
11. Kurt Brand + P. Eisenhuth / Schlacht um Babylon und Sparta (Ex-24 und 56)
12. Udo Mörsch / Varus vs. Arminius – Der Hinterhalt (komplett neuer Roman)
13. Udo Mörsch / Varus vs. Arminius II – Das Blut der Legionäre (komplett neuer Roman)
14. Udo Mörsch / Varus vs. Arminius III – Exitus (komplett neuer Roman)